# Etheostoma sellare
Etheostoma sellare е изчезнал вид сладководна лъчеперка от семейство Костурови (Percidae).

## Разпространение
Видът е бил разпространен само в Мериленд, САЩ. Последно е забелязан през 1988 г.